# Jakob Peter Gameter
Jakob Peter Gameter, auch Jakob Peter Gammeter (* 1. November 1789 in Burgdorf; † 15. November 1829 ebenda), war ein Schweizer Jurist und Schriftsteller.

## Leben

### Familie
Jakob Peter Gameter war der Sohn des Hafners Johann Jakob Gameter.
Seit 1810 war er mit Maria Elisabeth Heggi, einer Tochter des Metzgers Friedrich Heggi, verheiratet. Gemeinsam hatten sie eine Tochter.

### Werdegang
Jakob Peter Gameter wurde zum Juristen ausgebildet und war als Schreiber und zuletzt als Buchhändler in Burgdorf tätig.
1822 veröffentlichte er das vaterländische Schauspiel Die Helden von Laupen, worauf 1823 der Gedichtsband Alpenblüthen und 1828 Des heiligen Geistes Triumph, ein Jubelgesang zur 300-Jahrfeier der Reformation, folgten. Dazu erschien in seinem Todesjahr die zeitgeschichtliche Abhandlung Tausend und ein Grund dafür und dawider: Napoleon lebe noch.
Aus seinen Veröffentlichungen war erkennbar, dass er eine gründliche Bildung besass und Kenntnis der zeitgenössischen deutschen Literatur hatte, unter anderem der Werke von Friedrich Schiller.
Der erste bedeutende Baselbieter Dialektdichter Jonas Breitenstein bezog sich beim Titel Jurablüthen Oder Versuch Neuer allemannischer Gedichte, den er für eine handschriftliche Gedichtsammlung wählte, auf den Gedichtband Alpenblüthen von Jakob Peter Gameter.

## Schriften (Auswahl)
- Die Helden von Laupen: ein vaterländisches Schauspiel in vier Aufzügen. Bern, 1822.
- Alpenblüthen. Bern: Jenni, 1823.
- Des heiligen Geistes Triumph, ein Jubelgesang zur 300-Jahrfeier der Reformation. Bern, 1828.
- Tausend und ein Grund dafür und dawider: Napoleon lebe noch. Burgdorf: Selbstverlag, 1829.